# Chanteius contiguus
Chanteius contiguus är en spindeldjursart som först beskrevs av Chant 1959.  Chanteius contiguus ingår i släktet Chanteius och familjen Phytoseiidae. Inga underarter finns listade i Catalogue of Life.